# Fernanda Melchor

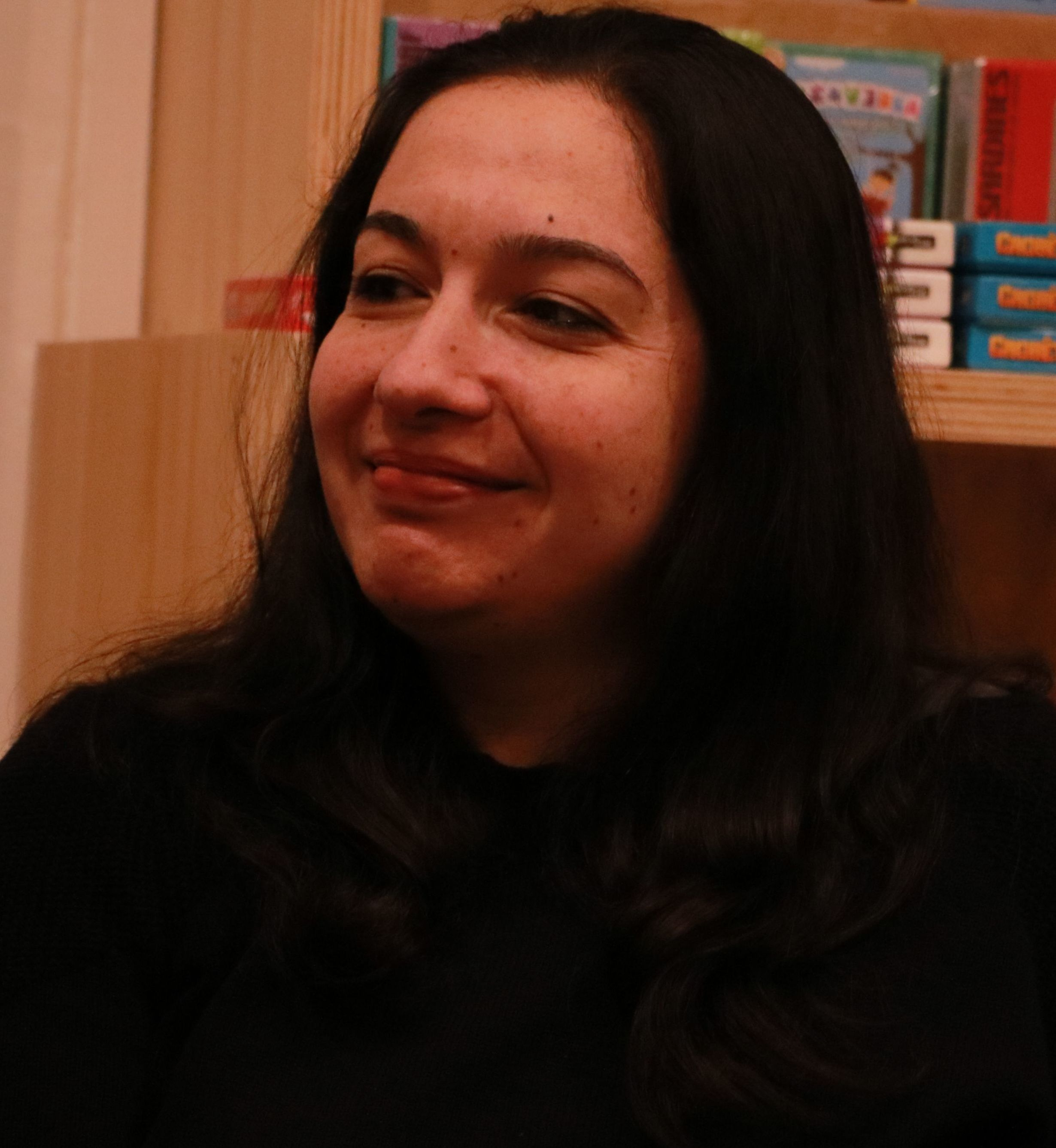
Fernanda Melchor (2019)

Fernanda Melchor Pinto (geboren 1982 in Boca del Río) ist eine mexikanische Journalistin und Autorin.

## Leben
Melchor stammt mütterlicherseits von jüdischen Emigranten ab, die in den dreißiger und vierziger Jahren des 20. Jahrhunderts aus Deutschland flohen. Ihr Urgroßvater, Manfred Adelsberger (* 1898), Sohn des Nürnberger Weingroßhändlers Isidor Adelsberger und dessen Frau Rosa, wanderte 1935 nach Mexiko aus. Er verheimlichte die jüdischen Wurzeln der Familie, seine drei Töchter wurden christlich aufgezogen und lernten kein Deutsch. Seine Schwester, Melchors Urgroßtante, war die Ärztin Lucie Adelsberger.
Fernanda Melchor studierte Journalismus an der Universidad Veracruzana und war in der Kommunikationsabteilung der Universität tätig. Sie schrieb für verschiedene Zeitschriften wie Excélsior, Replicante, Le Monde Diplomatique, El Malpensante und veröffentlichte 2013 ihren ersten Roman Aquí no es Miami.
Als sie einen Mordfall in der mexikanischen Provinz nicht recherchieren wollte, um sich in einer von Drogenproduzenten beherrschten Region nicht selbst zu gefährden, schrieb sie stattdessen ihren zweiten Roman, Saison der Wirbelstürme (Original: Temporada de Huracanes). Er wurde in mehrere Sprachen übersetzt und es ist das erste ihrer Bücher, das auf Deutsch erschien – abgesehen von einer literarischen Reportage, die 2016 im Mittelamerikaheft von Le Monde diplomatique veröffentlicht worden war. Der Roman erhielt mehrere Auszeichnungen, u. a. den Anna-Seghers-Preis und den Internationalen Literaturpreis des Hauses der Kulturen der Welt. Die englische Übersetzung durch Sophie Hughes gelangte 2020 auf die Shortlist des International Booker Prize.
Ihr jüngstes Buch Páradais (2021) verhandelt anhand von zwei jugendlichen Outcasts eine Gewalt, die nahezu zwangsläufig aus der Kollision ungleicher Welten resultiert. Die englischsprachige Übersetzung Paradais durch Sophie Hughes erhielt ein Jahr später eine Nominierung für den International Booker Prize.
Melchor lehrt Ästhetik und Kunst an der Benemérita Universidad Autónoma de Puebla. 2021/22 ist Melchor Fellow des Berliner Künstlerprogramm (BKP) des Deutschen Akademischen Austauschdienstes DAAD in Berlin.

## Auszeichnungen
- 2019: Internationaler Literaturpreis – Haus der Kulturen der Welt, zusammen mit der Übersetzerin Angelica Ammar, für Saison der Wirbelstürme[11]
- 2019: Anna Seghers-Preis[12]

## Werke (Auswahl)
- Aquí no es Miami, 2013 (Sachbuch)
- Falsa liebre (Roman, 2013)
- Temporada de Huracanes, 2017 (Roman) Saison der Wirbelstürme. Dt. von Angelica Ammar. Wagenbach, Berlin 2019, ISBN 978-3-8031-3307-6
- Páradais, 2021 (Roman) Paradais. Dt. von Angelica Ammar. Wagenbach, Berlin 2021, ISBN 978-3-8031-3338-0